# Lake Roesiger
Lake Roesiger is een plaats (census-designated place) in de Amerikaanse staat Washington, en valt bestuurlijk gezien onder Snohomish County.

## Demografie
Bij de volkstelling in 2000 werd het aantal inwoners vastgesteld op 652.

## Geografie
Volgens het United States Census Bureau beslaat de plaats een oppervlakte van
26,2 km², waarvan 24,8 km² land en 1,4 km² water. Lake Roesiger ligt op ongeveer 244 m boven zeeniveau.

## Plaatsen in de nabije omgeving
De onderstaande figuur toont nabijgelegen plaatsen in een straal van 12 km rond Lake Roesiger.